# インディオス・デル・ボーエル
インディオス・デル・ボーエル（スペイン語: Indios del Bóer）は、ニカラグアのプロ野球チーム。ボーエルは、ボーア人に由来する。

## 歴史
1905年にアマチュア野球チームとして結成、1912年にリーグ戦が始まるとその年に優勝し、ニカラグアの初代優勝チームとなった。1930年代には太平洋側のナショナルリーグに属し、カリブ海リーグとのシリーズにも出場している。この時期から、第2回、第3回のアマチュア・ワールドシリーズで活躍し、1956年のプロ化まで現役であったホセ・アンヘル・メレンデス（José Ángel Meléndez）が、投手・監督として在籍している。1948年から1952年にかけては、財政難からプエルトリコの建設業者に支援を受け、チーム名がロス・ボリクアス（Los Boricuas）となった。
1956年、リーガ・ニカラグエンセ・デ・ベイスボル・プロフェシオナルが始まるとプロ野球チームとして参加、3度の優勝を果たすが1967年のリーグ終了により存続の危機を迎えた。1969年にジュニア組織を設立、1970年は酒造業者の支援を受けてビクトリア・ボーエルに改名するなど1977年を最後に1995年までタイトルこそ獲得できなかったがアマチュアチームとしての生き残りに成功した。
2004年、リーガ・ニカラグエンセ・デ・ベイスボル・プロフェシオナルが再結成されるとこれに参加し、現在に至っている。

## 所属選手
| 投手 - 54 ダニエル・ハビエル・アルバレス・カスコ (Danilo Javier Alvarez Casco) - 43 エルビン・ガルシア・アクニャ・アクニャ (Elvin García Acuña Acuña) - 92 ジョナサン・スタンレイ・ロアイスガ・エストラーダ (Jonathan Stanley Loáisga Estrada) - 37 カルロス・ホセ・テレル・デレオン (Carlos José Teller De León) - 48 マーティン・アルフォンソ・ナルバエス・サモナ (Martín Alfonso Narváez Samora) - 34 ロジャー・アントニオ・マリン・フレテス (Roger Antonio Marin Fletes) - 31 ロドニー・ロドリゲス (Rodney Rodríguez) - 27 エドガルド・ラミレス・ベラスケス (Edgard Ramírez Velásquez) - 89 ヘンリー・ロベルト・コルドバ (Henry Roberto Córdoba) - 52 ローガン・フランシスコ・デュラン・ケサダ (Logan Francisco Duran Quezada) - 33 オスカー・チャウ・ロドルフォ (Oscar Chow Rodolfo) - 16 アルバロ・アントニオ・メンブレーニョ・ダビラ (Alvaro Antonio Membreño Dávila) | 捕手 - 28 ハニオール・ゴイバニエ・モンテス・ナバレテ (Janior Goevanie Montes Navarrete) - 18 ノラン・ハビエル・クルーズ・ゲバラ (Nolan Javier Cruz Guevara) 内野手 - 21 フアン・フランシスコ・オビエド・フォンセカ (Juan Francisco Oviedo Fonseca) - 8 ダーウィン・セビリア・オバンド (Darwin Sevilla Obando) - 4 ファウスト・アントニオ・スアレス・アルバレンガ (Fausto Antonio Suárez Alvarenga) - 24 マルコス・ミハエル・イエペス・バリオス (Marcos Michael Yepez Barrios) - 7 サンドール・ホセ・グイド・マヨルガ (Sandor José Guido Mayorga) (主将) - 29 フアン・アルバート・カミロ・カストロ (Juan Alberto Camilo Castro) 外野手 - 15 ホセ・アントニオ・カンプザーノ・ソラーノ (José Antonio Campuzano Solano) - 40 アマウリ・アントニオ・カサーニャ・マルティ (Amaury Antonio Casaña Marti) - 17 ジルトン・アルノルド・カルデロン・パラシオス (Jilton Arnoldo Calderón Palacios) - 30 フアン・カルロス・ウービナ・レイエス (Juan Carlos Urbina Reyes) - 77 ダレル・ウォルターズ・カスタネダ (Darrel Walters Castañeda) |
| * アクティブロースター外 2014年12月26日更新 [公式サイト(スペイン語)より：ロースター ] | |